# Lochindaal (Whiskybrennerei)
Lochindaal, auch Loch Indaal geschrieben oder Port Charlotte genannt, war eine Whiskybrennerei in Port Charlotte, Islay, Argyll and Bute, Schottland. Der erzeugte Brand war somit der Whiskyregion Islay zuzuordnen. Neben Lochindaal existierte mit Octomore noch eine zweite Brennerei in Port Charlotte. Die heute noch existenten Zolllager der Brennerei wurden 1980 in die schottischen Denkmallisten in der Kategorie C aufgenommen.

## Geschichte
Die Brennerei wurde 1829 von Colin Campbell gegründet. Innerhalb der folgenden 26 Jahre wechselte der Betrieb fünf Mal den Inhaber, bis schließlich John B. Sherriff die Brennerei im Jahre 1855 übernahm. 1895 wurde die J. B. Sherriff & Co. Ltd. gegründet, die auch Anteile der Lochhead-Brennerei in Campbeltown und der Bowmore-Brennerei auf Islay besaßen. 1920 übernahm die Benmore-Brennerei in Campbeltown Lochindaal, die neun Jahre später von Distillers Company Ltd. (DCL) übernommen wurde und die Lochindaal-Brennerei noch im selben Jahr schlossen. Die Lagerhäuser sind bis heute erhalten und werden genutzt.
Als Alfred Barnard im Rahmen seiner bedeutenden Whiskyreise im Jahre 1885 die Brennerei besuchte, verfügte sie über eine jährliche Produktionskapazität von 127.068 Gallonen. Es standen drei Brennblasen zur Verfügung, jedoch sind weder die Aufteilung auf Grob- und Feinbrandblasen noch die Kapazitäten der einzelnen Brennapparate überliefert.
Die benachbarte Bruichladdich-Brennerei kündigte im Sommer 2010 an, auf dem Gelände eine neue Brennerei unter dem Namen Port Charlotte zu errichten und voraussichtlich ab 2011 dort wieder Whisky zu produzieren. Aufgrund der Finanzkrise wurden diese Pläne auf Eis gelegt. Mit der Übernahme von Bruichladdich durch Rémy Cointreau wurden Gelder für einen Wiederaufbau bereitgestellt. Im Herbst 2012 wurde ein neuer Eröffnungstermin für 2016 angekündigt, im Frühjahr 2016 jedoch auf unbestimmte Zeit verschoben.